# Lista planetelor minore: 76001–77000
| Nume                                            | Denumire provizorie                             | Data descoperirii                               | Locul descoperirii                              | Descoperitor(i)                                 |                                                 |                                                 |                                                 |                                                 |                                                 |                                                 |                                                 |                                                 |                                                 |                                                 |                                                 |                                                 |                                                 |                                                 |                                                 |                                                 |                                                 |                                                 |                                                 |                                                 |                                                 |                                                 |                                                 |                                                 |                                                 |                                                 |                                                 |                                                 |                                                 |                                                 |                                                 |                                                 |                                                 |                                                 |                                                 |                                                 |                                                 |                                                 |                                                 |                                                 |                                                 |                                                 |                                                 |                                                 |                                                 |
| 76001–76100 Lista planetelor minore/76001–76100 | 76001–76100 Lista planetelor minore/76001–76100 | 76001–76100 Lista planetelor minore/76001–76100 | 76001–76100 Lista planetelor minore/76001–76100 | 76001–76100 Lista planetelor minore/76001–76100 | 76101–76200 Lista planetelor minore/76101–76200 | 76101–76200 Lista planetelor minore/76101–76200 | 76101–76200 Lista planetelor minore/76101–76200 | 76101–76200 Lista planetelor minore/76101–76200 | 76101–76200 Lista planetelor minore/76101–76200 | 76201–76300 Lista planetelor minore/76201–76300 | 76201–76300 Lista planetelor minore/76201–76300 | 76201–76300 Lista planetelor minore/76201–76300 | 76201–76300 Lista planetelor minore/76201–76300 | 76201–76300 Lista planetelor minore/76201–76300 | 76301–76400 Lista planetelor minore/76301–76400 | 76301–76400 Lista planetelor minore/76301–76400 | 76301–76400 Lista planetelor minore/76301–76400 | 76301–76400 Lista planetelor minore/76301–76400 | 76301–76400 Lista planetelor minore/76301–76400 | 76401–76500 Lista planetelor minore/76401–76500 | 76401–76500 Lista planetelor minore/76401–76500 | 76401–76500 Lista planetelor minore/76401–76500 | 76401–76500 Lista planetelor minore/76401–76500 | 76401–76500 Lista planetelor minore/76401–76500 | 76501–76600 Lista planetelor minore/76501–76600 | 76501–76600 Lista planetelor minore/76501–76600 | 76501–76600 Lista planetelor minore/76501–76600 | 76501–76600 Lista planetelor minore/76501–76600 | 76501–76600 Lista planetelor minore/76501–76600 | 76601–76700 Lista planetelor minore/76601–76700 | 76601–76700 Lista planetelor minore/76601–76700 | 76601–76700 Lista planetelor minore/76601–76700 | 76601–76700 Lista planetelor minore/76601–76700 | 76601–76700 Lista planetelor minore/76601–76700 | 76701–76800 Lista planetelor minore/76701–76800 | 76701–76800 Lista planetelor minore/76701–76800 | 76701–76800 Lista planetelor minore/76701–76800 | 76701–76800 Lista planetelor minore/76701–76800 | 76701–76800 Lista planetelor minore/76701–76800 | 76801–76900 Lista planetelor minore/76801–76900 | 76801–76900 Lista planetelor minore/76801–76900 | 76801–76900 Lista planetelor minore/76801–76900 | 76801–76900 Lista planetelor minore/76801–76900 | 76801–76900 Lista planetelor minore/76801–76900 | 76901–77000 Lista planetelor minore/76901–77000 | 76901–77000 Lista planetelor minore/76901–77000 | 76901–77000 Lista planetelor minore/76901–77000 | 76901–77000 Lista planetelor minore/76901–77000 | 76901–77000 Lista planetelor minore/76901–77000 |
| ----------------------------------------------- | ----------------------------------------------- | ----------------------------------------------- | ----------------------------------------------- | ----------------------------------------------- | ----------------------------------------------- | ----------------------------------------------- | ----------------------------------------------- | ----------------------------------------------- | ----------------------------------------------- | ----------------------------------------------- | ----------------------------------------------- | ----------------------------------------------- | ----------------------------------------------- | ----------------------------------------------- | ----------------------------------------------- | ----------------------------------------------- | ----------------------------------------------- | ----------------------------------------------- | ----------------------------------------------- | ----------------------------------------------- | ----------------------------------------------- | ----------------------------------------------- | ----------------------------------------------- | ----------------------------------------------- | ----------------------------------------------- | ----------------------------------------------- | ----------------------------------------------- | ----------------------------------------------- | ----------------------------------------------- | ----------------------------------------------- | ----------------------------------------------- | ----------------------------------------------- | ----------------------------------------------- | ----------------------------------------------- | ----------------------------------------------- | ----------------------------------------------- | ----------------------------------------------- | ----------------------------------------------- | ----------------------------------------------- | ----------------------------------------------- | ----------------------------------------------- | ----------------------------------------------- | ----------------------------------------------- | ----------------------------------------------- | ----------------------------------------------- | ----------------------------------------------- | ----------------------------------------------- | ----------------------------------------------- | ----------------------------------------------- |

| Predecesor: 75001–76000 | Lista planetelor minore 76001–77000 Semnificații ale numelor: 76001–77000 | Succesor: 77001–78000 |